# Sablia
Sablia är ett släkte av fjärilar. Sablia ingår i familjen nattflyn.

## Dottertaxa tillSablia, i alfabetisk ordning[1]
- Sablia albivena
- Sablia alopecuri
- Sablia anderreggii
- Sablia bavarica
- Sablia belgica
- Sablia belgiensis
- Sablia caricis
- Sablia cinis
- Sablia cyperi
- Sablia dactylidis
- Sablia davosiana
- Sablia diopis
- Sablia engadinensis
- Sablia fusca
- Sablia fuscilinea
- Sablia grisescens
- Sablia lineata
- Sablia montium
- Sablia nervosa
- Sablia nigrilineosa
- Sablia pseudocomma
- Sablia pseudoprominens
- Sablia punctibilineata
- Sablia punctilinea
- Sablia rosea
- Sablia rosengreeni
- Sablia rufula
- Sablia rupicapra
- Sablia saucesa
- Sablia saueri
- Sablia scirpi
- Sablia serradaguae
- Sablia serratilinea
- Sablia sicula
- Sablia syriaca
- Sablia valesicola